# ООО «Семейный роман»
«ООО „Семейный роман“» (англ. Family Romance, LLC) — кинофильм немецкого режиссёра Вернера Херцога с Исии Юити, Махиро Танимото и Мики Фудзимаки в главных ролях, премьера которого состоялась в 2019 году.

## Сюжет
В основе сценария фильма, написанного самим Херцогом, лежит феномен семьи или друзей на час (услуги такого рода популярны в современной Японии). Главный герой картины — 40-летний Юити Исии, каждый день играющий роль чьего-то мужа или отца и страдающий от профессиональной деформации.

## В ролях
- Исии Юити
- Махиро Танимото
- Мики Фудзимаки
- Такаси Накатани
- Куми Манда
- Юка Ватанабэ
- Дзин Куроину
- Умэтани Хидэясу

## Релиз и восприятие
Премьера фильма состоялась в 2019 году на Каннском кинофестивале. В июле 2020 года картина появилась на сервисе MUBI, а на больших экранах её не стали показывать из-за пандемии коронавируса.
Рецензенты отмечают, что фильм получился малобюджетным и подчёркнуто беззвёздным, а снят он в квазидокументальной манере. Питер Брэдшоу из The Guardian дал фильму три звезды из пяти, назвав его «странным, слегка разочаровывающим, но увлекательным». Тодд Маккарти из The Hollywood Reporter написал: «Это, конечно, не самый удачный фильм Херцога, но, тем не менее, забавный и обезоруживающий». Питер Дебрюж из Variety предположил, что фильм получился бы более удачным, будь он вдвое короче.